# Ulrich Jasper Seetzen
Ulrich Jasper Seetzen (ur. 30 stycznia 1767 w Sophiengroden we Fryzji w Niemczech, zm. w październiku 1811 w Jemenie) – niemiecki podróżnik i odkrywca, palestynolog-arabista.

## Życiorys
Ojciec Seetzena wysłał go na studia medyczne na uniwersytecie w Getyndze. Interesował się historią naturalną i technologią. Pisał artykuły w obu tych dziedzinach. Podróżował po Niderlandach i Niemczech. W 1802 otrzymał posadę we władzach Jever. Zainteresowania podróżnicze wpłynęły na podjęcie decyzji o przedsięwzięciu wypraw odkrywczych.
W lecie 1802 wyruszył wraz z towarzyszem Jacobsenem Dunajem na wyprawę na Bliski Wschód. Seetzen zatrzymał się sześć miesięcy w Konstantynopolu. Następnie pojechał do Smyrny, skąd przez samo serce Azji Mniejszej dotarł do Aleppo. W mieście tym mieszkał od listopada 1803 do kwietnia 1805. W Aleppo nauczył się arabskiego. Od tego momentu zaczął spisywać dziennik ze swojej podróży (publikowany od kwietnia 1808 do marca 1809). Odbywał podróże po Palestynie, Synaju i Egipcie (Kair, Fajum).
Jedną z podróży odbył wokół Morza Martwego. Na tę wyprawę wybrał się samotnie w przebraniu żebraka. Z Egiptu przez morze dostał się do Dżuddy, a następnie do Mekki, w październiku 1809 w przebraniu pielgrzyma. W Arabii odbył szereg długich podróży: z Mekki do Lahak i do Mocha w Jemenie, skąd wysłał ostatni list do Europy (listopad 1810). We wrześniu następnego roku opuścił Mocha, chcąc dotrzeć do Maskatu w Omanie. Znaleziono go otrutego.
Trasy jego wypraw znane są z drukowanego dziennika i opublikowanych listów. Wiele listów zaginęło po śmierci Seetzena, bądź też nigdy nie dotarło do Europy. Zachowana korespondencja i część manuskryptów przechowywana jest w muzeum w Gocie.